# Kuuksanlahti
Kuuksanlahti är en vik i Finland. Den är e del av sjön Ule träsk och ligger i landskapet Kajanaland, i den centrala delen av landet, 500 km norr om huvudstaden Helsingfors.